# Медаль «Делийский дарбар короля Эдуарда VII»
Медаль «Делийский дарбар короля Эдуарда VII» — памятная медаль Великобритании, выпущенная в ознаменование Делийского дарбара (коронации) короля Великобритании  Эдуарда VII как императора Индии.

## История
Коронация Эдуарда VII как короля Англии прошло в 1902 году. В 1903 году планировался его дарбар (коронация) как императора Индии.
Устроенное лордом Керзоном двухнедельное зрелище затмило дарбар 1877 года. За несколько месяцев, начиная с конца 1902 года, в пустынной местности были построены железная дорога для перевозки гостей из Дели, палаточный город с собственной почтовой службой и своими марками, телефоном и телеграфом, магазинами, полицией со своей особенной формой, госпиталем и магистратом, канализацией и освещением и всем прочим в таком же роде. Тем не менее, к разочарованию Керзона, Эдуард VII на торжество не прибыл, прислав вместо себя своего брата герцога Коннаутского, который прибыл поездом из Бомбея. Со всей Индии прибыли магараджи со своими свитами и английские чиновники, все увешанные драгоценностями. В честь данного события была учреждена памятная медаль в золоте и серебре. Сто сорок золотых медалей были вручены индийским князьям, магараджам, высокопоставленным чиновникам. 2 567 серебряных медалей вручены гражданским сановникам, правительственным чиновникам, в том числе офицерам и служащим британской и индийской армий, принявших участие в военном параде. 

## Описание

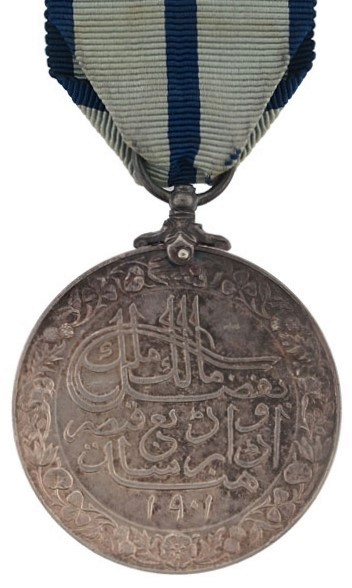
Реверс медали

Медаль круглой формы из золота или серебра.
На аверсе погрудный профильный портрет короля Эдуарда VII, в короне на голове, в короне, королевской мантии и частично-видимой цепи ордена Подвязки и знаком ордена Бани на шее. Под портретом по краю медали лавровая ветвь. Над портретом по краю надпись: «EDWARD VII DELHI DURBAR 1903».
Реверс — с широкой каймой украшенной цветочным орнаментом, состоящим из роз, клевера и чертополоха. В центре легенда на персидском языке, которая переводится как «Благосклонность Властелина Царства. Эдуард, король, император Индии, 1901 год».
 Медаль при помощи кольца крепится к шёлковой муаровой ленте синего цвета с тёмно-синими полосками по краю и центру.